# Recopa de Europa de baloncesto 1989-90
La Recopa de Europa de Baloncesto 1989-90 fue la vigésimo cuarta edición de esta competición organizada por la FIBA que reunía a los campeones de las ediciones de copa de los países europeos. Tomaron parte 21 equipos, uno más que en la edición precedente, proclamándose campeón el equipo italiano del Knorr Bologna, derrotando en la final al equipo español del Real Madrid. La final se disputó en el Palazzetto dello sport de Florencia.

## Participantes
| Austria             | 1 | Scholl Wels               |
| Bélgica             | 1 | Sunair Oostende           |
| Bulgaria            | 1 | CSKA Sofia                |
| Chipre              | 1 | Apollon Limassol          |
| Inglaterra          | 1 | Manchester United         |
| Finlandia           | 1 | Uudenkaupungin Urheilijat |
| Francia             | 1 | Mulhouse                  |
| Grecia              | 1 | PAOK                      |
| Hungría             | 1 | Honvéd                    |
| Islandia            | 1 | Ungmennafélag Njarðvíkur  |
| Israel              | 1 | Maccabi Ramat Gan         |
| Italia              | 1 | Knorr Bologna             |
| Luxemburgo          | 1 | T71 Dudelange             |
| Países Bajos        | 1 | Nashua EBBC               |
| Portugal            | 1 | Ovarense                  |
| Unión Soviética     | 1 | Žalgiris                  |
| España              | 1 | Real Madrid               |
| Suecia              | 1 | Södertälje                |
| Turquía             | 1 | Çukurova Üniversitesi     |
| Alemania Occidental | 1 | Bayer 04 Leverkusen       |
| Yugoslavia          | 1 | Partizan                  |

## Primera ronda
| Equipo 1                  | Agr.    | Equipo 2              | Ida    | Vuelta |
| ------------------------- | ------- | --------------------- | ------ | ------ |
| Uudenkaupungin Urheilijat | 177–176 | Manchester United     | 100–93 | 77–83  |
| Sunair Oostende           | 145–137 | Nashua EBBC           | 75–69  | 70–68  |
| Scholl Wels               | 154–224 | Ovarense              | 91–113 | 63–111 |
| Ungmennafélag Njarðvíkur  | 155–216 | Bayer 04 Leverkusen   | 81–112 | 74–104 |
| Honvéd                    | 151–198 | Çukurova Üniversitesi | 70-93  | 81–105 |

## Segunda ronda
| Equipo 1                  | Agr.    | Equipo 2          | Ida    | Vuelta |
| ------------------------- | ------- | ----------------- | ------ | ------ |
| Uudenkaupungin Urheilijat | 186–188 | Maccabi Ramat Gan | 96–93  | 90–95  |
| Södertälje                | 140–146 | Sunair Oostende   | 78–72  | 62–74  |
| Ovarense                  | 150–218 | PAOK              | 83–101 | 67–117 |
| Bayer 04 Leverkusen       | 174–184 | Mulhouse          | 97–88  | 77–96  |
| Çukurova Üniversitesi     | 136–179 | Knorr Bologna     | 72-71  | 64–108 |
| CSKA Sofia                | 179–204 | Real Madrid       | 92-109 | 87–95  |
| Apollon Limassol          | 139–182 | Partizan          | 71-100 | 68–82  |
| T71 Dudelange             | 149–240 | Žalgiris          | 80-112 | 69–128 |

## Cuartos de final
Los cuartos de final se jugaron con un sistema de todos contra todos, divididos en dos grupos.
|  | Clasificados para semifinales |

|    | Equipo            | PJ | Pts | G | P | PF  | PC  | Dif. |
| -- | ----------------- | -- | --- | - | - | --- | --- | ---- |
| 1. | Knorr Bologna     | 6  | 11  | 5 | 1 | 540 | 485 | +55  |
| 2. | Žalgiris          | 6  | 9   | 3 | 3 | 522 | 544 | -22  |
| 3. | Sunair Oostende   | 6  | 8   | 2 | 4 | 546 | 556 | -10  |
| 4. | Maccabi Ramat Gan | 6  | 8   | 2 | 4 | 543 | 566 | -23  |

|    | Equipo      | PJ | Pts | G | P | PF  | PC  | Dif. |
| -- | ----------- | -- | --- | - | - | --- | --- | ---- |
| 1. | Real Madrid | 6  | 11  | 5 | 1 | 566 | 477 | +89  |
| 2. | PAOK        | 6  | 10  | 4 | 2 | 497 | 502 | -5   |
| 3. | Partizan    | 6  | 8   | 2 | 4 | 502 | 541 | -39  |
| 4. | Mulhouse    | 6  | 7   | 1 | 5 | 482 | 527 | -45  |

## Semifinales
| Equipo 1      | Agr.    | Equipo 2 | Ida   | Vuelta |
| ------------- | ------- | -------- | ----- | ------ |
| Knorr Bologna | 171–157 | PAOK     | 77–57 | 94–100 |
| Real Madrid   | 170–169 | Žalgiris | 93–80 | 77–89  |

## Final
13 de marzo, PalaGiglio, Florencia
| Equipo 1      | Resultado | Equipo 2    |
| ------------- | --------- | ----------- |
| Knorr Bologna | 79–74     | Real Madrid |

| 13 de marzo de 1990 | Knorr Bologna                                                                         | 79–74                              | Real Madrid                                                        | |  |
| 19:30               | Marcador por tiempos: 48-37, 31–37                                                    | Marcador por tiempos: 48-37, 31–37 | Marcador por tiempos: 48-37, 31–37                                 | |  |
|                     | Estadísticas Ray Richardson 29 Clemon Johnson 8 Roberto Brunamonti, Ray Richardson, 2 | Pts Reb Asts                       | Estadísticas Anthony Frederick 21 Antonio Martín 9 Mike Anderson 4 | Pabellón: PalaGiglio, Florencia Asistencia: 7.000 espectadores Árbitros: Kostas Rigas, (GRE), Wieslaw Zych (POL) |  |

| Campeón de la Recopa de Europa 1989–90 |
| -------------------------------------- |
| Knorr Bologna 1.er título              |